# Aimé Desprez
Claude-Aimé Desprez-Saint-Clair, né le 5 avril 1783 à Saint-Germain-en-Laye et mort le 26 avril 1824 à Herblay, est un vaudevilliste et chansonnier français.
Desprez avait lui-même joué la comédie et, vers 1810, il avait intégré la troupe de l’Ambigu-Comique sous le nom de Saint-Clair. Après la Restauration, il fut employé à la trésorerie et nommé officier dans la 5e légion de la garde nationale de Paris, pour laquelle il composa souvent des couplets de circonstance.
Il succomba à une affection de poitrine, chez son frère, curé d’Herblay, alors que la dernière de ses chansons était justement intitulée : Une promenade au Père Lachaise. On en trouve plusieurs dans le recueil des Soupers de Momus.

## Œuvres
- Le Foyer ou le Couplet d’annonce, avec Varez, vaudeville joué aux Jeunes-Artistes.
- Kikiki, avec Brazier et Varez, parodie de Tékêli, joué aux Nouveaux-Troubadours.
- Le Mariage de la valeur, vaudeville, représenté sur le théâtre de l’Ambigu-Comique.
- L’Espoir réalisé, vaudeville, ibid.
- Le Jardin d’Oliviers, ibid.
- 1812 : Monsieur Malbroug, ou Mironton, ton, ton, mirontaine, Complainte en action, folie en deux actes, à spectacle, et mêlée de couplets, avec Théodore Maillard
- 1816 : Le Mariage sous d’heureux auspices, avec Ferrière, vaudeville en 1 acte, à l’occasion du mariage du duc de Béni, représenté à l’Ambigu-Comique, Paris
- 1816 : Marguerite de Straffort, ou le Retour à la royauté, avec le même, mélodrame en 3 actes, en prose et à spectacle, représenté sur le même théâtre, Paris
- Retournons à Paris, avec Varez, comédie en 1 acte mêlée de vaudevilles, représentée sur le même théâtre, Paris, 1817, in-8°.
- Grégoire à Tunis, avec Ferrière, vaudeville représenté à l’Ambigu-Comique.
- 1810 : Monsieur de la Hure, vaudeville représenté au théâtre de la Gaîté, avec Théodore d'Hargeville
- L’Homme à tout, avec un anonyme, vaudeville, théâtre de la Gaîté.
- 1820 : Les Épaulettes de grenadier, avec Edmond, comédie en 1 acte, mêlée de vaudevilles, théâtre de la Porte-Saint-Martin, Paris
- 1820 : Paris, avec Edmond, Crosnier et Émile de Plugette, impromptu mêlé de couplets, à l’occasion de la naissance de son altesse royale le duc de Bordeaux, théâtre de la Porte-Saint-Martin, le 29 septembre 1820, Paris
- Le Bouffon dans l’embarras, avec Ferrière, vaudeville, théâtre des Variétés.
- 1821 : Les Ermites, avec Edmond Crosnier et Michel-Nicolas Balisson de Rougemont, comédie-vaudeville en 1 acte, théâtre de la Porte-Saint-Martin, Paris
- 1822 : Le Protégé de tout le monde, avec J. Dusaulchoy et Alexandre-Joseph Le Roy de Bacre, comédie-vaudeville en 1 acte, théâtre de la Porte-Saint-Martin, 12 novembre 1822, Paris.
- 1823 : Le Mariage à la turque, vaudeville en 1 acte, Paris
- Malbrouck, folie-vaudeville.
- La Grotte de Fingal, ou le Soldat mystérieux.